# Charlotte L'Écuyer
Charlotte L'Écuyer, née le 16 août 1943 à Smooth Rock Falls et morte le 1er février 2021 à Shawville, est une députée libérale à l'Assemblée nationale du Québec. Depuis l'élection de 2003, elle représente la circonscription de Pontiac. Réélue en 2007, 2008 et en 2012, elle ne se représente pas en 2014.

## Biographie
À la suite de l’obtention d'une maîtrise en travail social à l’Université de Sherbrooke en 1984, Charlotte L’Écuyer a obtenu le poste de directrice générale du CLSC Pontiac. Très engagée dans sa communauté, elle a été membre de la Commission Beaudry, membre du Comité d’évaluation des projets fédéraux (Jeunesse-Canada au travail), membre fondateur du centre régional du bénévolat et a fait la promotion de la mise sur pied des Maisons des Jeunes du Pontiac. Dans le domaine de la santé, elle a été membre fondatrice de la Corporation d’approvisionnement du réseau de la santé et des services sociaux de l’Outaouais.
En mars 2003, elle dispute une lutte au sein du Parti libéral pour être candidate dans la circonscription de Pontiac. À la surprise de plusieurs responsables du parti, elle remporte le poste lors d'un deuxième tour de scrutin. Elle a été élue dans la circonscription de Pontiac aux élections générales du 14 avril 2003 et réélue aux élections générales du 26 mars 2007. Ces deux élections ont été remportés par de confortables majorités (respectivement 14 752 et 10 874 voix). Charlotte L’Écuyer a été vice-présidente de la Commission de l'aménagement du territoire depuis le 25 mai 2007 et adjointe parlementaire au ministre de l'Agriculture, des Pêcheries et de l'Alimentation depuis le 6 juin 2007.
Elle est récipiendaire, en 2005, de la Médaille de l'Assemblée nationale.
Elle a été suivie (avec le député péquiste Daniel Turp) pendant près de 4 ans par le réalisateur Manuel Foglia pour le film documentaire québécois Chers électeurs. Ce film, sorti en novembre 2008, documente le quotidien de deux députés du parlement québécois.
Charlotte L’Écuyer est réélue à nouveau dans la circonscription de Pontiac aux élections générales québécoises du 8 décembre 2008 avec plus de 66 % des votes.
En octobre 2017, elle est candidate aux élections municipales du Québec pour le poste de préfet de la MRC Pontiac.
Elle meurt le 1er février 2021 à Shawville.